# 罗马广场 (法兰克福)

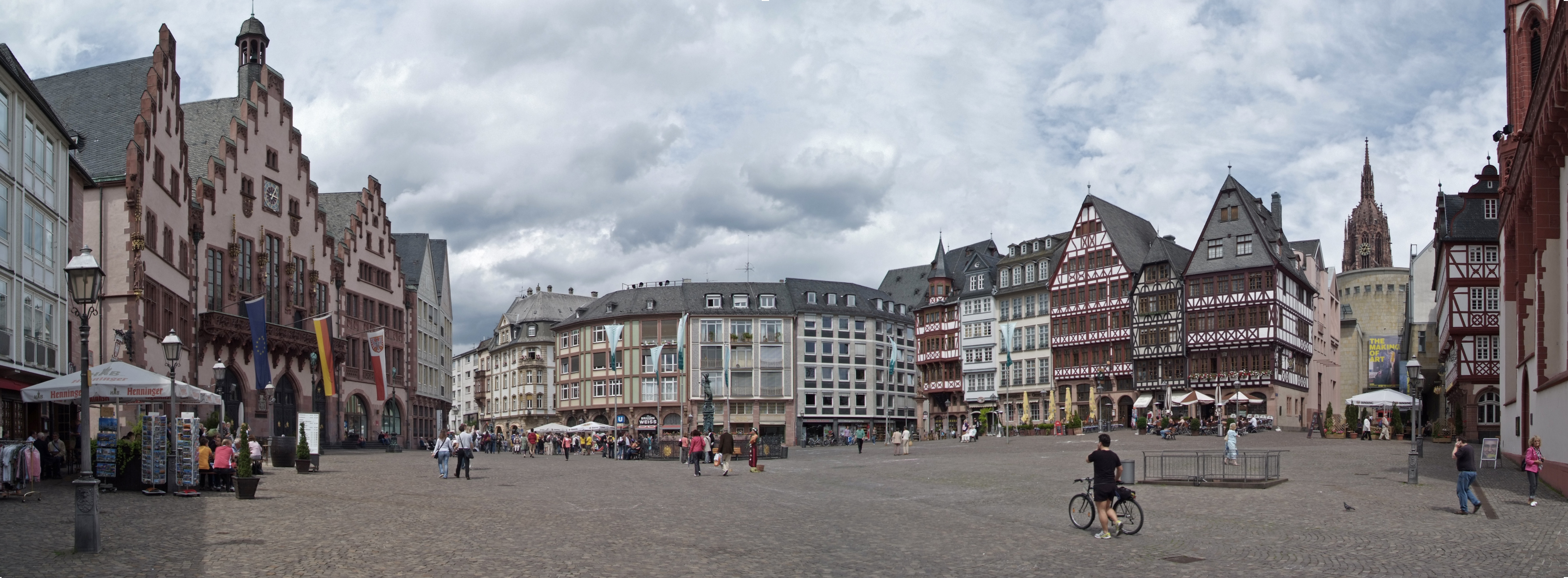
罗马广场

罗马广场（Römerberg）是自中世纪以来法兰克福的市政厅广场，面积约4000平方米，位于德国法兰克福老城的中心，美茵河铁桥以北，西侧为市政厅，南侧为老尼可拉教堂，东面200米外就是该市的发源地法蘭克福主教座堂。
1944年，该广场受到英国空军的猛烈空袭，幾乎全毁，战后重建。
正如柏林的巴黎广场、汉堡的市政厅广场，和慕尼黑的玛利亚广场，这里是法蘭克福最重要的城市广场，该市和德国的客厅。每年圣诞节期间，此处也是法兰克福圣诞市场的所在地。廣場正中央的正義女神像，面對著市政廳昂然而立，手持天秤與劍，儼然成為這個城市的精神象徵。

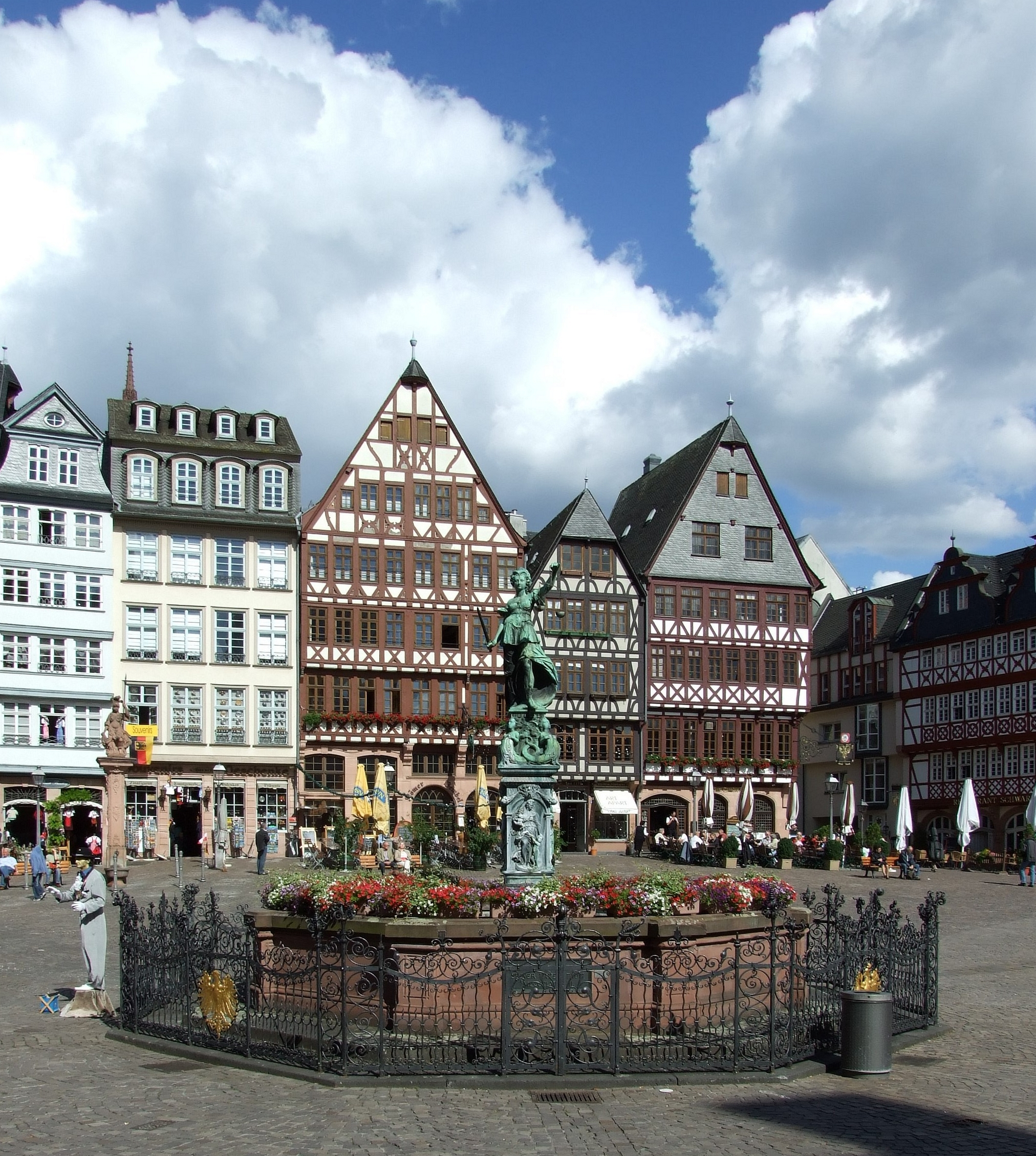
正义喷泉（德语：Gerechtigkeitsbrunnen (Frankfurt am Main)）
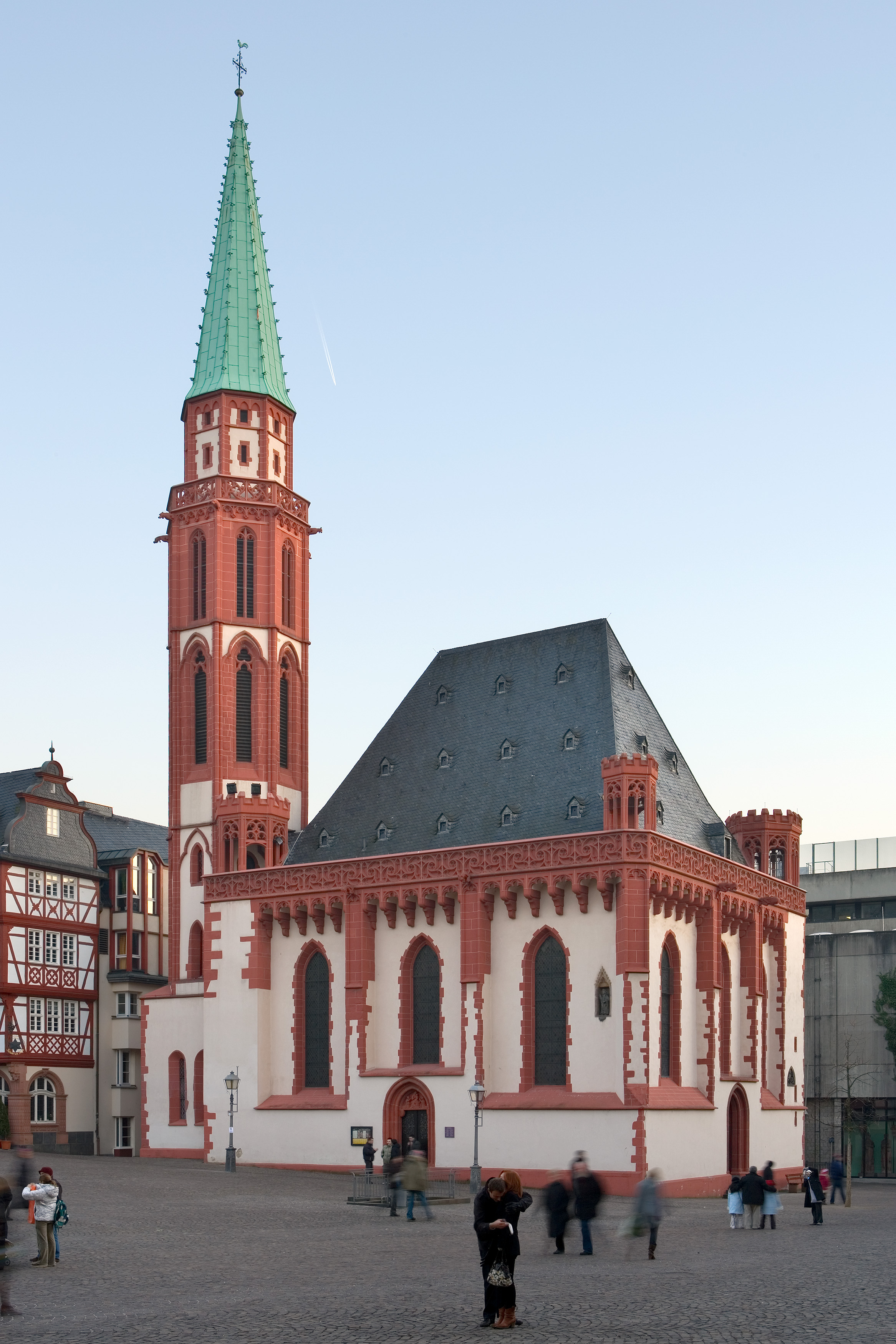
老尼可拉教堂（德语：Alte Nikolaikirche）
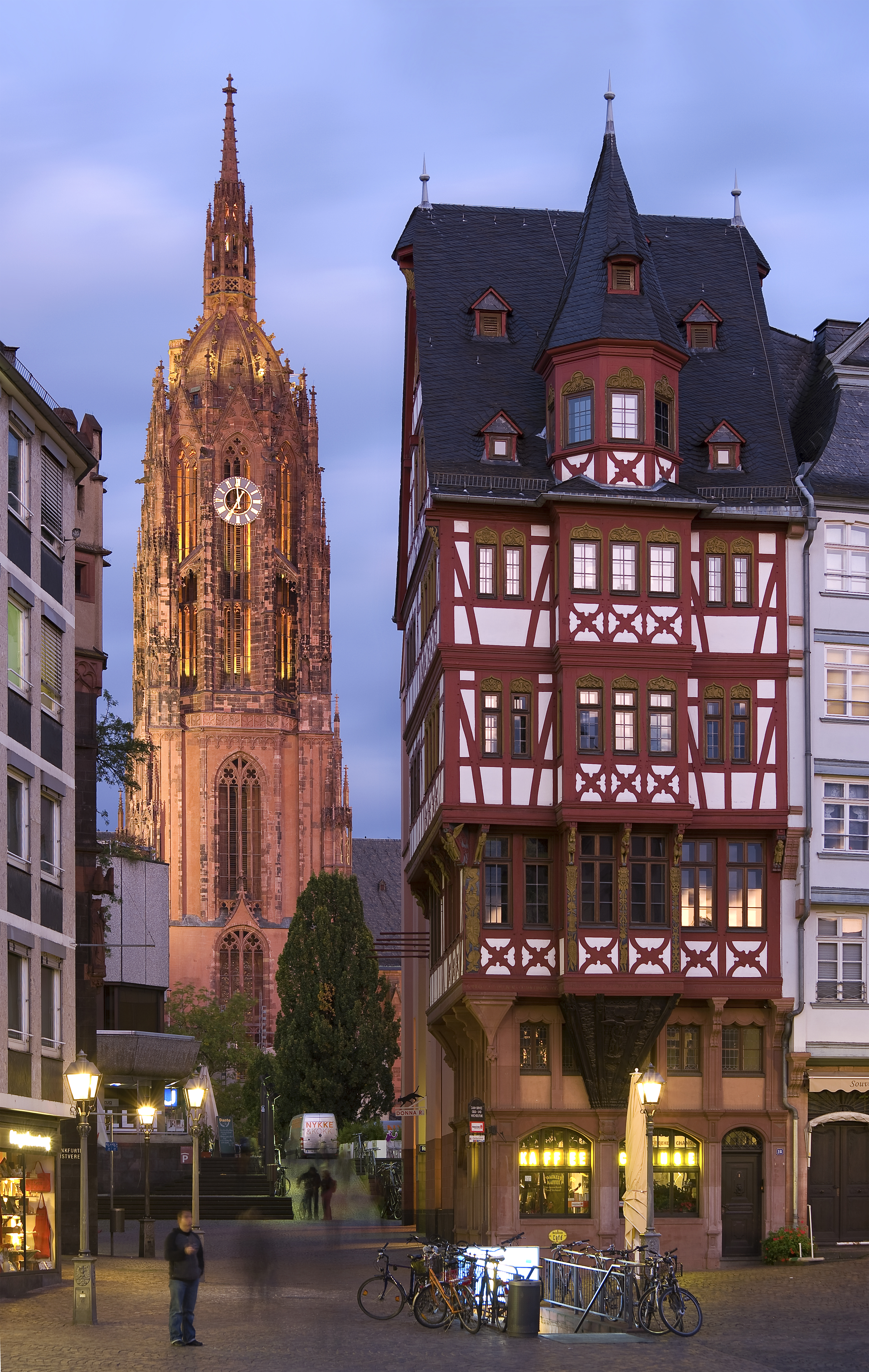
法蘭克福主教座堂
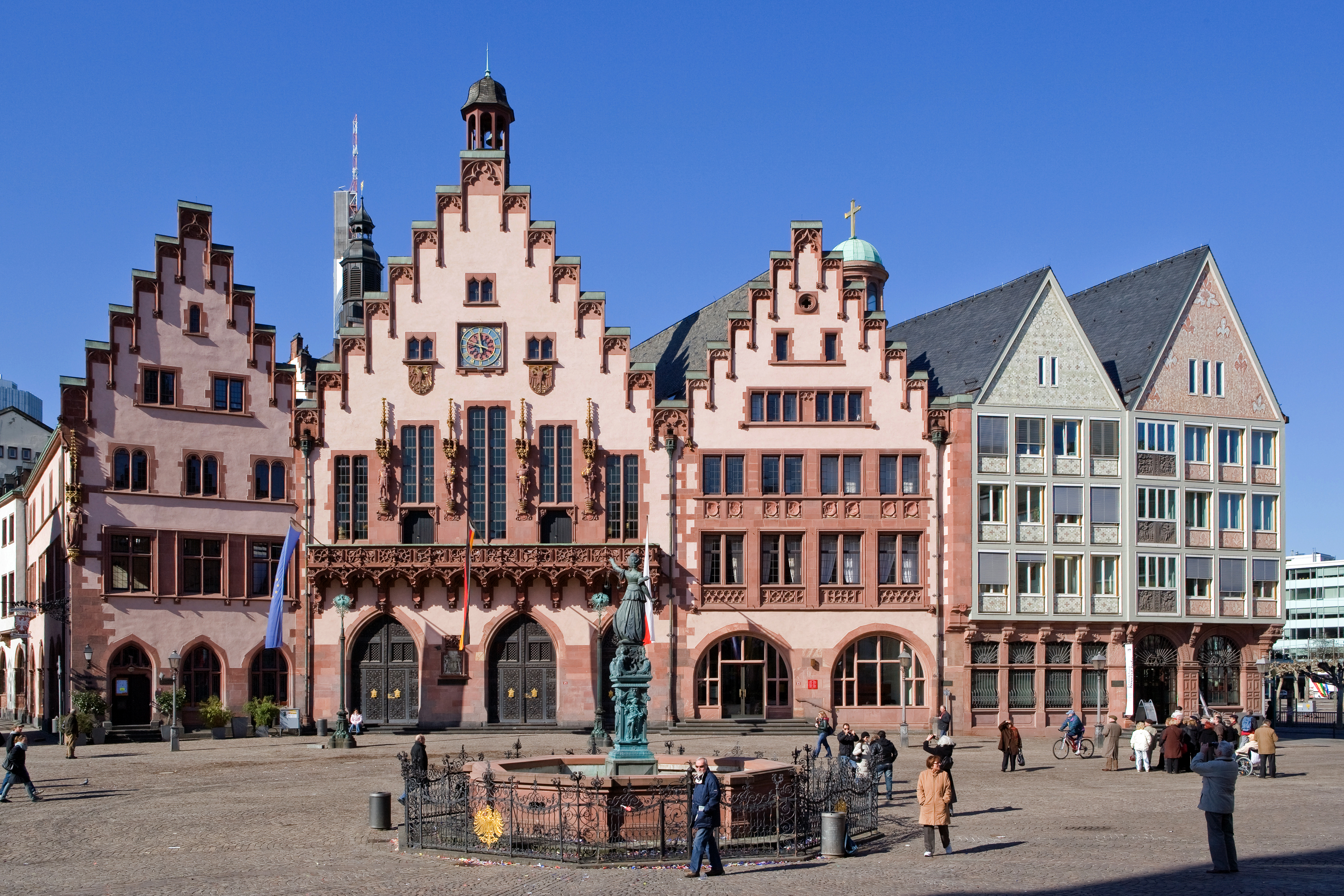
法兰克福旧市政厅
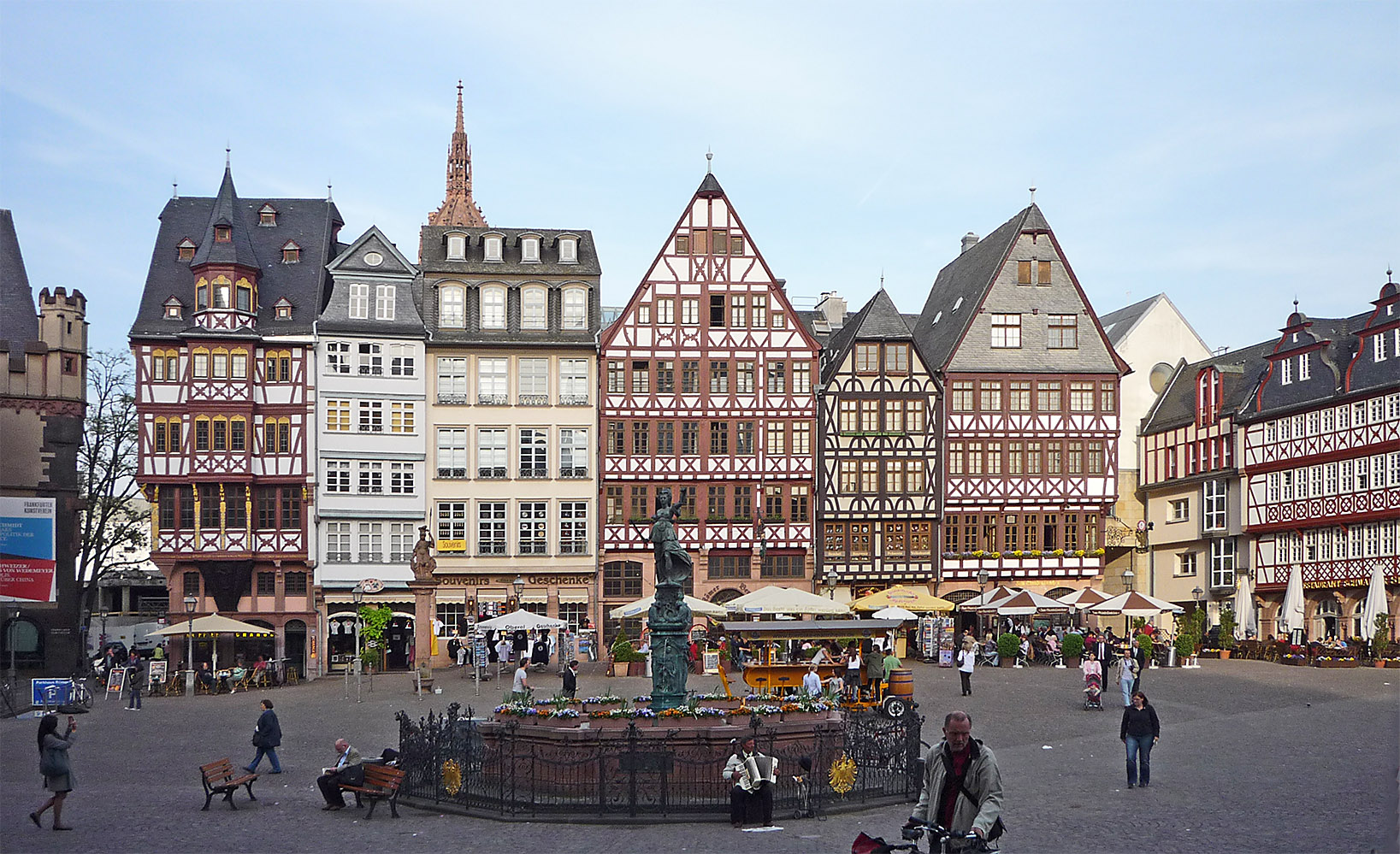
市政厅对面的木骨架房屋
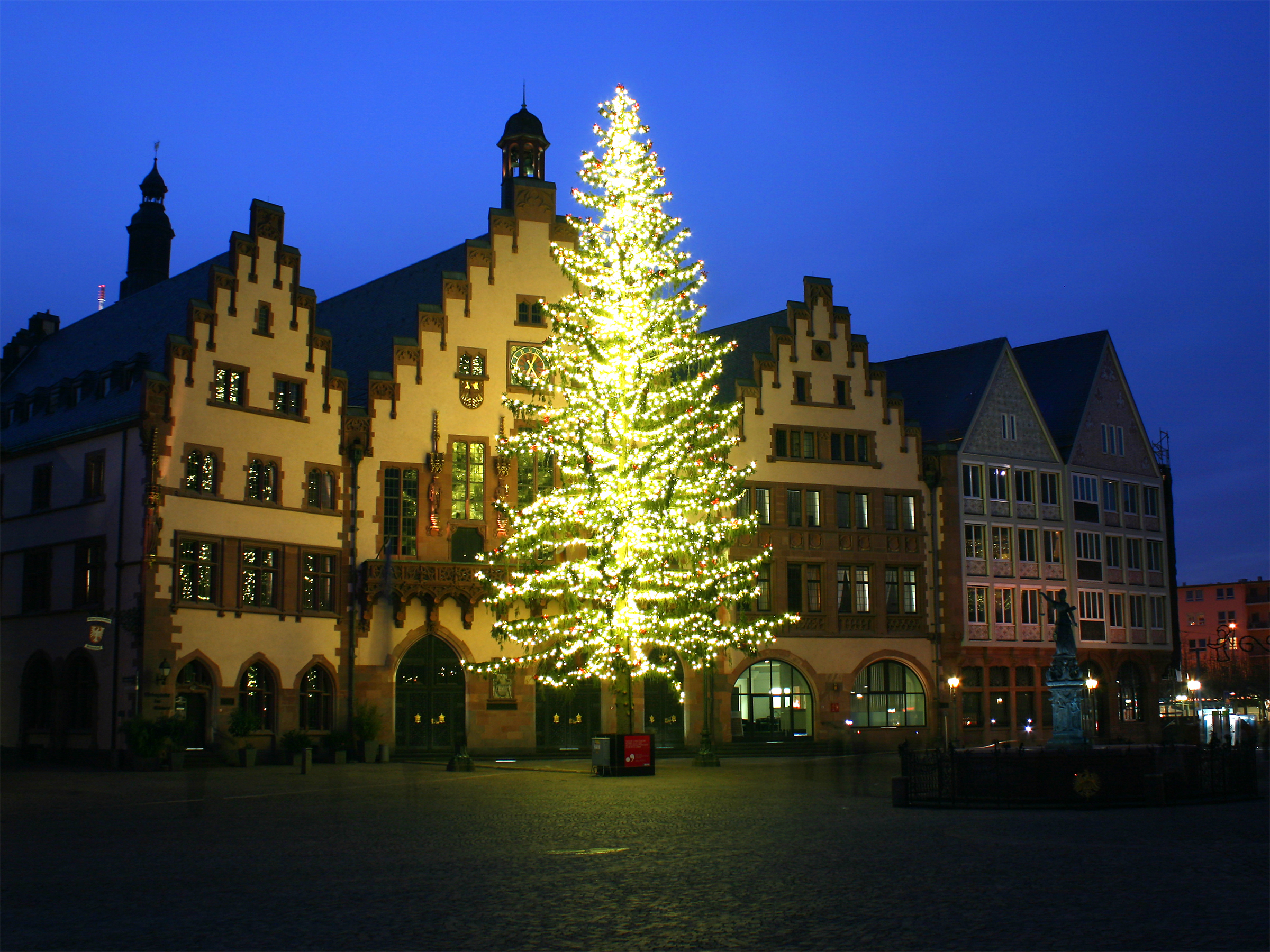
圣诞市场
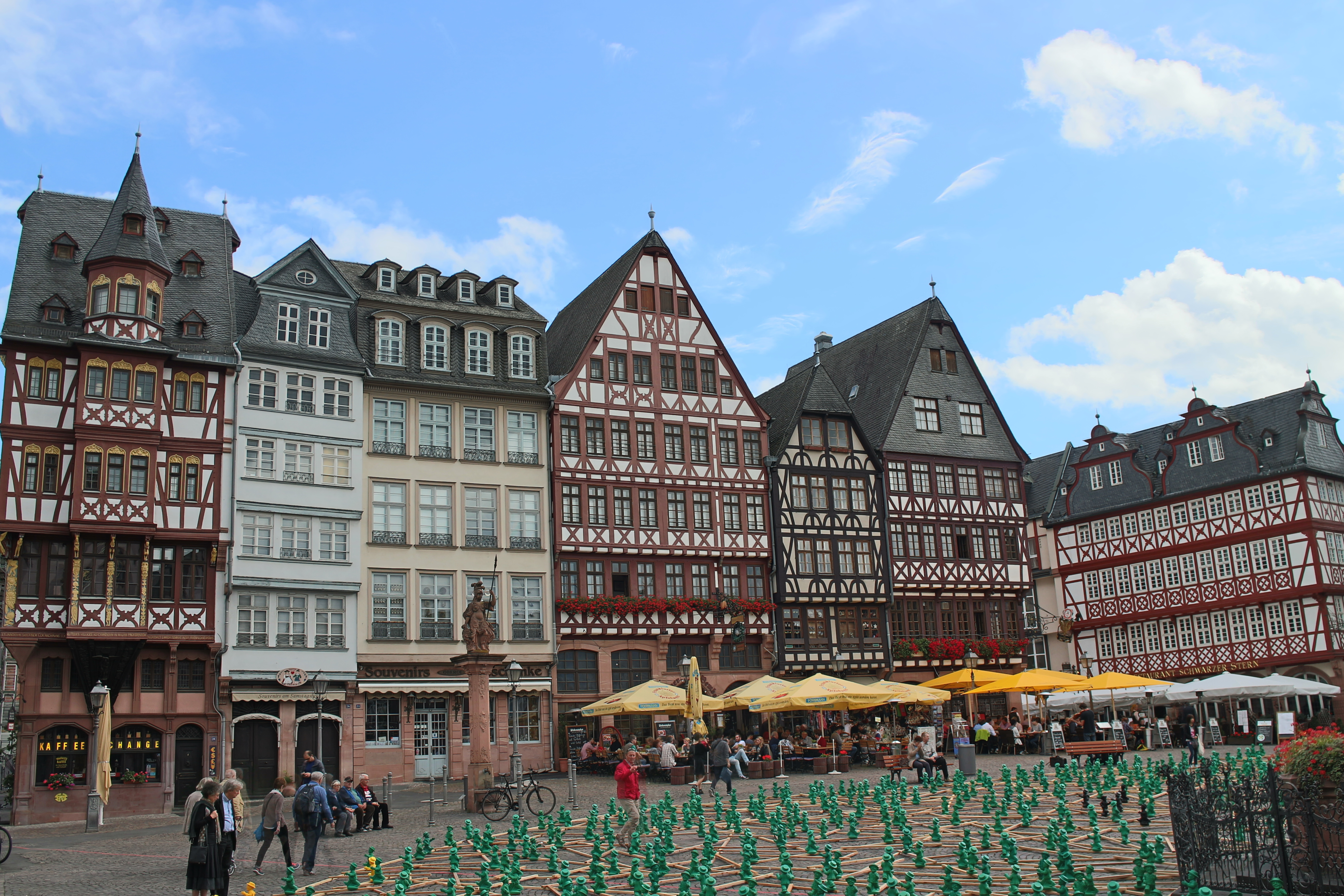
羅馬廣場和東德交通號誌小人